# 三村仁司
三村 仁司（みむら ひとし、1948年8月20日 - ）は、日本の技術者。競技スポーツ用シューズの職人。

## 経歴
1948年、兵庫県印南郡志方町（現：加古川市）生まれ。中学時代から陸上部に所属し、陸上競技の強豪校への進学を目指す。兵庫県立飾磨工業高等学校時代には陸上部キャプテンを務め、長距離走選手としてインターハイなどに出場。練習中に感じたシューズの摩耗の早さから、丈夫で長持ちするシューズを作ることを志す。大学からの競技続行の誘いを断り、高校卒業後の1966年、オニツカ株式会社（現：アシックス）に入社。第二製造部を経て、1971年、入社当時から希望していた研究室に配属される。
1974年、別注シューズの製作を開始し、陸上競技にとどまらず、野球、サッカー、テニス、バレーボール、バスケットボール、ボクシング、モータースポーツ、近代五種など多岐にわたる競技のシューズを手がける。君原健二、瀬古利彦、谷口浩美、森下広一、高橋尚子、有森裕子、野口みずき、イチロー、長谷川穂積、尾崎好美、小崎まり、青木宣親、内川聖一、香川真司、木﨑良子などのシューズ製作を担当した。ただし、2004年以降、イチローのスパイクとトレーニングシューズは、三村や神戸・高塚台の工学研究所ではなく、鳥取・境港のアシックス山陰で製造されていた。
2004年、厚生労働省「現代の名工」表彰。2006年、黄綬褒章受章。
2009年、アシックスを定年退職。兵庫県高砂市米田町に、シューズ工房「M.Lab（ミムラボ）」を設立し、代表取締役に就任。2010年1月、アディダスジャパン株式会社と専属アドバイザー契約締結を発表し、ミムラボで制作されるすべての競技シューズをアディダス製品として開発することとなった。しかし、2017年春には契約解消している。2018年1月1日にニューバランスの専属アドバイザーに就任した。

## エピソード
2004年のアテネオリンピックで、野口みずきは、女子マラソンで優勝した直後、右足のシューズを脱いで、キスをした。野口自らの説明によれば、それはシューズを製作した三村に対する「最大限の感謝の気持ち」の意味だった、という。

## 著書
- 『金メダルシューズのつくり方』情報センター出版局、2002年2月、ISBN 978-4-7958-3722-5

## 出演番組
- 平成日本のよふけ（フジテレビ系列、2000年11月20日）
- 夢の扉 〜NEXT DOOR〜（TBS系列、2007年（平成19年）8月19日）
- みらいのつくりかた（テレビ東京系列、2014年6月12日）